# متعاقبة حبيبية
المتعاقبة الحبيبية (الاسم العلمي: Synechococcus) هي جنس من البكتيريا يتبع فصيلة المتعاقبات الحبيبية من رتبة المتعاقبيات الحبيبية.

## أنواع المتعاقبة الحبيبية
- متعاقبة حبيبية بحرية
- متعاقبة حبيبية بركانية
- متعاقبة حبيبية بنفسجية
- متعاقبة حبيبية رأسية
- متعاقبة حبيبية شبه مزرقة
- متعاقبة حبيبية شديدة الخضرة
- متعاقبة حبيبية غامضة
- متعاقبة حبيبية كبريتية
- متعاقبة حبيبية متطاولة
- متعاقبة حبيبية متوسطة
- متعاقبة حبيبية مزرقة
- متعاقبة حبيبية ملحية
- (الاسم العلمي:Synechococcus arcuatus)
- (الاسم العلمي:Synechococcus bigranulatus)
- (الاسم العلمي:Synechococcus bosshardii)
- (الاسم العلمي:Synechococcus brunneolus)
- (الاسم العلمي:Synechococcus caldarius)
- (الاسم العلمي:Synechococcus carcerarius)
- (الاسم العلمي:Synechococcus endogloeicus)
- (الاسم العلمي:Synechococcus epigloeicus)
- (الاسم العلمي:Synechococcus euryphyes)
- (الاسم العلمي:Synechococcus ferrunginosus)
- (الاسم العلمي:Synechococcus koidzumii)
- (الاسم العلمي:Synechococcus minutissimus)
- (الاسم العلمي:Synechococcus mucicola)
- (الاسم العلمي:Synechococcus mundulus)
- (الاسم العلمي:Synechococcus nidulans)
- (الاسم العلمي:Synechococcus praelongus)
- (الاسم العلمي:Synechococcus rayssae)
- (الاسم العلمي:Synechococcus rhodobaktron)
- (الاسم العلمي:Synechococcus roseopersicinus)
- (الاسم العلمي:Synechococcus roseopurpureus)
- (الاسم العلمي:Synechococcus salinarum)
- (الاسم العلمي:Synechococcus sciophilus)
- (الاسم العلمي:Synechococcus sigmoideus)
- (الاسم العلمي:Synechococcus spongiarum)
- (الاسم العلمي:Synechococcus subsalsus)
- (الاسم العلمي:Synechococcus vantieghemii)
- (الاسم العلمي:Synechococcus vescus)